# Cerkev sv. Janeza Krstnika, Janževski vrh
Cerkev sv. Janeza Krstnika na Janževskem vrhu je podružnična cerkev župnije Ribnica na Pohorju.
Dolga je 20 metrov, široka 7, 5 metra in visoka 5 metrov. Postavljena je bila  v 16. stoletju. Streha je pokrita s šintli (lesenimi skodlami), zvonik je lesen na sredi ladje.Ima en zvon.
Tudi strop je lesen, kasete pa so premazane s sivo barvo. Tla so kamnita, stene poslikane.  Gre za primer poznogotske arhitekture z opremo iz 17. stoletja.
Glavni oltar cerkve je v baročnem slogu s kipom, ki upodablja, kako rablji sekajo glavo Janezu Krstniku. Ob levi strani oltarja je kip sv. Roka, na desni pa Marija z Jezusom in Elizabeta. Kipi so leseni. Na desnem stranskem oltarju je slika sv. Roka, na levem stranskem oltarju pa slika sv. Marije Magdalene. Na severozahodni strani je pritrjen še en oltar s kipom Pieta - Marija z mrtvim Jezusom.